# Platysaurus imperator
Espèce
Statut de conservation UICN

 VU B1ab(v) : Vulnérable
Platysaurus imperator est une espèce de sauriens de la famille des Cordylidae.

## Répartition
Cette espèce se rencontre au Zimbabwe et au Mozambique.

## Description
Ces reptiles atteignent une quinzaine de centimètres. Les mâles ont le corps rouge sombre, la tête et la queue plus claires tirant sur le jaune. Les pattes sont gris-marron. Les femelles et les jeunes sont sombres, presque noirs, avec des bandes claires.
Ils vivent généralement en groupes composés d'un mâle et de plusieurs femelles, et se nourrissent de divers arthropodes (dont des fourmis). Ils sont présumés vivre environ 14 ans.
Ce sont des ovipares, les femelles pondant des séries de deux œufs assez gros, longs de 30 mm et larges de 10 mm.

## Publication originale
- Broadley, 1962 : On some reptile collections from the North-Western and North-Eastern Districts of Southern Rhodesia 1958-1961, with descriptions of four new lizards. Occasional Papers of the National Museum of Southern Rhodesia, ser. B, vol. 26, p. 787-843.